# Thalamiflorae
Thalamiflorae is een botanische naam die in het verleden in gebruik geweest is, maar op het ogenblik uit de mode is, al zou ze nog wel gebruikt mogen worden. De naam werd in het systeem van De Candolle gebruikt voor een hoofdgroep van vele plantenfamilies; daar werden de Dicotyledoneae onderverdeeld in vier groepen: Thalamiflorae, Calyciflorae, Corolliflorae en Monochlamydeae.
Ook het systeem van Bentham & Hooker erkende de Thalamiflorae, als deel van de Polypetalae.
Het is een beschrijvende plantennaam, gevormd rond het Latijnse thalamus, op zijn beurt gebaseerd op het Grieks thalamos = ""kamer; in wetenschappelijk Latijn duidt dit op de bloembodem.
Bij deze groep zijn de kelkbladen, kroonbladen en meeldraden ingeplant op de bloembodem.